# 柳満珠雄
柳 満珠雄（やなぎ ますお、1900年6月22日 - 1983年6月25日）は、日本の銀行家である。三井銀行（現・三井住友銀行）の社長を務め、全国銀行協会連合会会長、日本ポルトガル協会初代会長を歴任した。

## 生涯

### 生い立ちと教育
柳満珠雄は1900年6月22日、東京府（現在の東京都）に生まれた。父親は、三井家再興および三井銀行の基礎を築いた三井財閥の重鎮・柳荘太郎である。満珠雄は慶應義塾幼稚舎、慶應義塾普通部を経て、1923年に慶應義塾大学経済学部を卒業した。

### 三井銀行でのキャリア
大学卒業と同年の1923年、三井銀行に入行した。同行では、ニューヨーク支店長や大阪支店長などを務めた。戦後は1958年に副社長に就任し、翌1959年には佐藤喜一郎の後を継ぎ、三井銀行の社長に就任した。1968年には三井銀行参与を務めた。

### 功績と役割
柳満珠雄は三井銀行の社長として、戦後の日本経済の復興期において同行の発展に尽力した。また、全国銀行協会連合会会長として、日本の金融業界全体の安定と発展に貢献した。
国際交流にも積極的に取り組み、1968年には社団法人日本ポルトガル協会の設立に携わり、その初代会長を務めた。鉄道建設審議会委員も務めるなど、多方面で日本の発展に貢献した。

### 晩年
1983年6月25日に83歳で死去した。